# Catharina Sophia Karels
Catharina Sophia Karels, född 1809, död 1842, var en nederländsk sångare.
Hon var dotter till Reijndert Karels (d. 1839) och Hendrika Barendina Hendriks (d. 1833), sångerska, och gifte sig den 9-8-1837 i Amsterdam med Jan Eduard de Vries (1808-1875), en scenmålare och teaterchef. 
Hon var en välkänd konsertsångerska. I Amsterdam sjöng hon sopransolon i mässorna i Mozes en Aäron-kyrkan. Hon var också eftertraktad sångpedagog. 